# X-Men (2000.)
X-Men američki je akcijski film koji prikazuje fiktivnu grupu superheroja zvanih X-Men, temeljenih na istoimenim stripovima. Smatra se velikim doprinosom trenutačnog oživljavanja stripova u obliku filmskih adaptacija. 

Filmska radnja okreće se oko mutanata, sljedećeg evolucijskog koraka u lancu čovječanstva, s posebnim moćima koje se počinju javljati tijekom puberteta. Mutanti su u filmu prikazani kao predmet bojazni i mržnje u svijetu ljudi.
Profesor Charles Xavier (mutant s velikim moćima telepatije) pod svoje okrilje uzima nadarene pojedince i uči ih nadziranju njihovih moći za dobrobit čovječanstva u Xavierovoj Akademiji za nadarenu mladež. Njihove neprijatelje predstavljaju senator SAD-a Robert Kelly (Bruce Davison), političar koji se trudi izglasati zakon stvoren da predstavi opasnosti postojanja mutanata, i Erik Lehnsherr (poznat kao Magneto), mutant koji krivi čovječanstvo za smrt njegove obitelji tijekom holokausta. S uvjerenjem kako ljudi i mutanti nikada neće moći zajedno živjeti u miru, Magneto stvara stroj koji prisilno pretvara ljude u mutante.
Film je režisiran od strane Bryana Singera i istražuje ideje predrasuda i diskriminacije u Sjedinjenim Američkim Državama. Scenarij je napisao David Hayter (koji je imao cameo pojavljivanje u filmu kao policijac u području kipa slobode). Nastavak filma, X2: X-Men United, distribuiran je 2003. godine, a treći nastavak, X-Men: The Last Stand, distribuiran je 2006. godine. Filmska franšiza dovela je do povećanja interesa za dva samostalna filma o Wolverineu i Magnetu kao središnjim likovima.

## Radnja
U njemačkom sabornom logoru u okupiranoj Poljskoj tijekom 1944. godine, mladi Magneto odvojen je od njegovih roditelja tijekom dolaska u logor. U trenutku straha i strave, dječak ispruži ruku prema roditeljima koje vojnici odvode, te počne savijati metalna vrata kampa s moći magnetizma prije nego što ga vojnici onesvijeste. Mnogo godina kasnije, u Meridianu, Mississippi, mlada djevojka Marie poljubi svog dečka nakon čega on pada u komu. U Kongersu, senator Robert Kelly pokušava izglasati zakon registriranja mutanata, koji bi mutante prisilno natjerao da javno otkriju svoj identitet i sposobnosti. Dr. Jean Grey progovara protiv tog čina, no ometena je od strane Kellyja. Magneto započinje svoj plan kako bi izjednačio razlike među ljudima i mutantima. 

Marie, koja se sada prozvala Rogue, bježi od kuće i kreće prema malenom gradu u Kanadi, gdje upoznaje borca u kavezu koji sebe naziva Wolverine. Kada dvoje zajedno krenu dalje, bivaju napadnuti od strane mutanta Sabertootha, Magnetovog pomagača. Cyclops i Storm stižu na mjesto bitke i spašavaju Wolverinea i Rogue. Nakon što se Wolverine vrati k svijesti, profesor Xavier objašnjava kako su Cyclops i Storm dio grupe mutanata koji pokušavaju pronaći mir u životu s ljudskom rasom, obrazovati mlade mutante u odgovornom korištenju njihovih moći, i zaustaviti Magneta u njegovom pokušaju izazivanja rata s ljudskom rasom. Profesor Xavier zatim obećaje pomoći Wolverineu u otkrivanju njegove prošlosti, te obećaje da će otkriti zašto ga Magneto pokušava uhvatiti. U međuvremenu, Rogue počinje sklapati prijateljstva u školi, dok mladić imena Bobby počinje pokazivati ljubavni interes prema njoj.
U međuvremenu, Mystique i Toad otimaju senatora Kellyja i dovode ga Magnetu, koji na Kellyju testira stroj koji uzrokuje umjetnu mutaciju u ljudi. Kelly, zahvaljujući novim sposobnostima, uspjeva pobjeći iz zatvora u kojem ga Magneto drži, te se naposljetku nasuka na obalu. Nakon nesreće koja je uzrokovala da upotrijebi svoje moći na Wolverineu, Rogue je uvjerena od strane Mystique (koja je prerušena u Bobbyja) kako je Xavier bijesan na njeno korištenje moći na drugom mutantu i kako je najbolje da napusti školu. Profesor Xavier, koristeći napravu Cerebro koja mu pomaže da locira mutante, pronalazi Rogue na željezničkoj postaji i šalje Cyclopsa i Storm da ju vrate natrag. Mystique, i dalje prerušena u Bobbyja, prodire do Cerebra i sabotira njegovo djelovanje. Wolverine dolazi do postaje prije Cyclopsa i Storm i uvjerava Rogue da ostane pod okriljem profesora Xaviera. Dok Sabertooth i Toad napadaju Cyclopsa i Storm, unutar vlaka, Magneto otkriva koga je želio čitavo vrijeme otimajući Rogue. Xavier se suprotstavlja Magnetu tijekom njegova pokušaja bijega, no dozvoljava mu da ode nakon što Magneto prijeti da će ubiti sve policajce koji ga okružuju upirući njihove pištolje u njih, koristeći svoju moć upravljanja metalom. Senator Kelly dostiže do škole, u teškom stanju koje sve brže napreduje – njegovo tijelo odbija prisilnu mutaciju, raspadajući se do stanične razine. Profesor Xavier čita njegove misli i saznaje o Magnetovom stroju, koja crpi snagu iz samog Magneta, znatno ga oslabljujući. Xavier dolazi do zaključka kako Magneto ima namjeru iskoristiti Rogue zbog njene sposobnosti da upije moći drugih mutanata, koristeći nju za napajanje stroja. Kellyjevo tijelo odbija mutaciju i ubrzo, on umire. Znajući kako mora spriječiti ponavljanje ovakvih smrti, Xavier pokušava upotrijebiti Cerebro kako bi pronašao Rogue. Mystiqueina sabotaža stroja uzrokuje Xavierovo padanje u komu. Jean popravlja Cerebro i sama ga upotrijebljava, te saznaje kako je stroj na Otoku slobode, što dovodi ostatak X-Mena do zaključka kako je Magnetov plan mutirati svjetske vođe koji se okupljaju na sastanku na obližnjem Ellis otoku.
Grupa stiže na otok kako bi zaustavila Magneta dok on namješta stroj ispod baklje kipa slobode. Istog trena, suočeni su s Mystique i Toadom. Mystique i Wolverine odvoje se od ostalih, dok Toad napadne Storm, Jean i Cyclopsa. Na kraju, Mystique pokuša napasti Wolverinea iz zasjede, prerušena u Storm, no Wolverine prepozna njen miris i probode ju svojim kandžama. Storm uspjeva savladati Toada i ubije ga udarom groma. Kada grupa stigne na vrh kipa, Magneto i Sabertooth onesposobe grupu i nastave sa svojim planovima. Magneto prenese svoje moći na Rogue koja je prisiljena upotrijebiti ih kako bi pokrenula stroj. Wolverine se oslobodi i započne borbu sa Sabertoothom. Wolverine je bačen preko ruba kipa, i Sabertooth usredotoči svoju pažnju na uništavanje ostatka grupe. Wolverine se uspijeva vratiti, te Cyclops, uz Jeaninu pomoć, ispali mlaz energije iz svojih očiju i odbaci Sabertootha s kipa. Nakon toga, Storm korsti svoje moći kako bi usmjerila Wolverinea na vrh stroja, dok ga Jean stabilizira. Dok vrijeme istječe, Wolverine pokušava zaustaviti stroj i spasiti Rogue, no Magneto, koji je sada povratio malo svoje moći, zaustavlja Wolverineove kandže od uništavanja stroja. Cyclops uspijeva naciljati Magneta, te ispali mlaz energije na njega, ranjavajući ga i dopustivši Wolverineu da uništi stroj. Položivši svoju ruku na njeno lice, Wolverine uspjeva prenijeti svoje zacijeljujuće sposobnosti umirućoj Rogue. Profesor Xavier budi se iz kome, i grupa saznaje da je Mystique živa kada ju ugledaju na televiziji dok oponaša senatora Kellyja. Xavier posjeti Magneta u njegovoj plastičnoj zatvorskoj ćeliji, te zatim igraju šah. Magneto upozorava svoga prijatelja kako će nastaviti svoju borbu, na što mu Xavier obećaje da će uvijek biti uz njega kako bi ga zaustavio.

## Glumačka postava
- Hugh Jackman kao Logan/Wolverine: Snažan, bahat, ratoboran usamljenik koji za život zarađuje boreći se u kavezima. Živio je petnaest godina bez ikakvog sjećanja o svom životu, izuzev njegovog privjeska označenog imenom "Wolverine" i kosturom presvučenim adamantiumom. Posjeduje sposobnost zacijeljivanja od brojnih ozljeda, uključujući i kiruršku operaciju kojom je preživio presvlačenje svojeg kostura neuništivim metalom, što određivanje njegove dobi čini u potpunosti nemogućim.
- Patrick Stewart kao profesor Charles Xavier: Osnivač X-Mena i Xavierove Akademije za nadarenu mladež, Xavier se nada mirnom suživotu mutanata i ljudske vrste, te se smatra vodećim autoritetom u polju genetske mutacije. Iako je prikovan na invalidska kolica, snažan je telepat s raznovrsnim telepatskim sposobnostima. Uz Magneta, tvorac je Cerebra, superkompjutera koji nadalje pojačava njegove moći.
- Anna Paquin kao Marie D'Ancanto/Rogue: Sedamnaestogodišnja mutantica, prisiljena napustiti svoju obitelj iz Mississippija nakon što je gotovo ubila svoga dečka poljubivši ga, nakon čega je pao u komu. Ako dotakne nekoga golom kožom, oduzima njegova sjećanja, mutantske moći, te, ako drži dovoljno dugo, i njegov život.
- Ian McKellen kao Erik Lehnsherr/Magneto: Žrtva holokausta i nekadašnji prijatelj profesora Xaviera, Erikova uvjerenja kako mutanti i ljudi nikada neće moći živjeti u miru udaljili su ga od Charlesa. Posjeduje velike sposobnosti magnetizma i sofisticirano znanje u polju genetske manipulacije, koje koristi planirajući mutaciju svjetskih vođa, što bi dovelo do blagostanja mutanata.
- Bruce Davison kao senator Kelly: Političar protiv mutanata koji podržava zakon o registriranju mutanata, želi zabraniti školovanje mutantske djece. Otet je od strane Magneta radi testiranja Magnetova mutacijskog stroja, koja Kellyjevo tijelo pretvori u tvar nalik tekućini.
- James Marsden kao Scott Summers/Cyclops: Spašava Wolverinea i Rogue od Sabertootha i eksplozije Wolverineova kamioneta, odvodeći ih u X-vilu. Drugi je vođa X-men (nakon Xaviera), i timski je vođa na terenu u misijama izvan Akademije, kao i jedan od profesora u Xavierovoj Akademiji. U ljubavnoj je vezi s Jean Grey. Sposoban je stvarati snažnu crvenu zraku iz svojih očiju, koju može držati pod kontrolom samo uz pomoć posebno specijaliziranih naočala.
- Famke Janssen kao dr. Jean Grey: Mutantica s moćima telekineze i umjerene telepatije, radi kao doktorica u X-vili. U vezi je s Cyclopsom.
- Halle Berry kao Ororo Munroe/Storm: Radi kao učiteljica u X-vili, te posjeduje sposobnost upravljanja vremenom. Ororo je postala ogorčena zbog ljudskog preziranja mutanata, i dok tješi umirućeg senatora Kellyja, kaže kako ponekad mrzi ljude.
- Rebecca Romijn kao Mystique: Magnetova odana desna ruka, okretan je borac i stručnjak za tehnologiju. Sposobna je mijenjati oblik, s uobičajenom plavom ljuskastom kožom kao običnim oblikom.
- Ray Park kao Toad: Veoma okretan borac, s prijetećom crtom i dugim, hvatačkim jezikom.
- Tyler Mane kao Sabertooth: Bijesni borac s karakteristikama mačaka koji napada Wolverinea i Rogue u Kanadi prije nego što ga zaustave Cyclops i Storm. Okrutan je i sadistički Magnetov pristalica, te posjeduje kandže koje se pružaju duž svakog prsta.
- Shawn Ashmore kao Bobby Drake/Iceman: Učenik Xavierove Akademije za nadarenu mladež, pokazuje ljubavno zanimanje za Rogue. Sposoban je sniziti temperaturu ispod ništice i koristiti vlagu u zraku kako bi stvorio led.

## Produkcija
1994. godine, 20th Century Fox i producent Lauren Shuler-Donner kupili su prava snimanja filma X-Men, zaposlivši Andrewa Kevina Walkera kao scenarista. Njegov koncept bio je zapošljavanje Wolverinea od strane profesora Xaviera u odrede X-Mena, koji se sastoji od Cyclopsa, Jean Grey, Icemana, Beast i Angela. Bratstvo mutanata, sadržavajući se od Magneta, Sabertootha, Toada i Bloba, pokušavaju osvojiti New York, dok Henry Peter Gyrich i Bolivar Trask napadaju X-Mene s tri Sentinela. Scenarij je bio usredotočen na suparništvo Wolverinea i Cyclopsa, kao i Cyclopsove sumnje u vlastite sposobnosti vođe, dok je Magnetova pozadina bila uzrokovanje černobilske katastrofe. Scenarij je isto tako uključivao X-Copter i Sobu opasnosti.
Joss Whedon napisao je scenarij, no samo su dvije rečenice zadržene. Prva je ona kojom Wolverine dokazuje Cyclopsu da nije Mystique vrijeđajući ga; druga je Stormina sarkastična upadica Toadu prije nego što ga ubije udarom groma. Whedon je izjavio kako je razočaran Berryinom pretjerano dramatičnom izvedbom spomenute rečenice, koju je on sam zamislio kao ležeran i usputan komentar. John Logan napisao je još jedan pokusni scenarij. 1995. godine, Tom DeSanto počeo je nagovarati Bryana Singera da režisira film. Singer je već tražio režisirati znanstveno fantastični film, te je 1996. godine i prihvatio. Singer nije bio fan stripa, no bio je veoma fasciniran analogijama rasizma, homofobije, antisemitizma i drugim oblicima predrasuda i diskriminacija koje je strip nudio. Ed Solomon napisao je novi pokusni scenarij kojeg su pregledali Singer, DeSanto i Christopher McQuarrie, nakon čega je David Hayter napisao završni scenarij.
Ian McKellen dobio je ulogu Magneta 1999. godine, uz Tylera Manea u ulozi Sabertootha. McKellen je prethodno surađivao sa Singerom u filmu Act Pupil. Za ulogu profesora Xaviera pregovaralo se s Patrickom Stewartom prije početka snimanja filma u srpnju. Snimanje je odgođeno, no Fox je odlučio pomaknuti otpuštanje filma u srpanj 2000.
Snimanje filma trajalo je od 22. rujna 1999. godine do 3. ožujka 2000. godine u Torontu. Dougray Scott trebao je nastupiti u ulozi Wolverinea, no naposljetku je istu ulogu odigrao Hugh Jackman.
Wolverineove su kandže zahtijevale puni silikonski kalup Jackmanove ruke, i 700 verzija za Jackmana i njegove dvojnike.

## Reakcije
Film je postao jedan od najvećih hitova 2000. godine, zaradivši više od 296 milijuna dolara diljem svijeta, postavši 8. najviši bruto film te godine.

## Vanjske poveznice
- X-Men u internetskoj bazi filmova IMDb-a
- X-Men na Yahoo!Movie